# Aulus Gabini (militar 167 aC)
Aulus Gabini (llatí: Aulus Gabinius, per bé que el praenomen és dubtós) va ser un militar romà del segle ii aC. Formava part de la gens Gabínia, una família romana d'origen plebeu.
L'any 167 aC el pretor Luci Anici Gal el va nomenar comandant de la guarnició de Scodra a Il·líria, poc després de la submissió del rei Gentius.